# Campaea adsociaria
Campaea adsociaria là một loài bướm đêm trong họ Geometridae.